# Tomé Vera Cruz
Tomé Soares Vera Cruz (nascut en 1955?) va ser el primer ministre de São Tomé i Príncipe entre 2006. i 2008 És també el secretari general del Moviment Democràtic de les Forces pel Canvi - Partit Liberal (MDFC-LP). També va ser Ministre d'Informació i Integració Regional.
Va estudiar a Romania enginyeria elèctrica. Vera Cruz va ser Ministre de Recursos Naturales al govern liderat per MPLSTP- entre el 9 d'agost del 2003 i el 5 de març del 2004.
El seu partit, en una col·lació amb el Partit Convergència Democràtica (PCD), va guanyar la majoria d'escons (23) a les eleccions legislatives de São Tomé i Príncipe de 2006
Va visitar Angola durant tres dies el 24 d'octubre de 2007, per discutir la cooperació bilateral i l'enfortiment dels llaços històrics i culturals.
Vera Cruz va anunciar la seva renúncia el 7 de febrer de 2008 i fou succeït per Patrice Trovoada el 14 de febrer.